# Paspalinae
Paspalinae Griseb., 1853 è una sottotribù di piante angiosperme monocotiledoni appartenente alla famiglia delle Poacee (o Gramineae, nom. cons.), sottofamiglia Panicoideae.

## Etimologia
Il nome della sottotribù deriva dal genere tipo Paspalum L., 1759. Con il nome di "paspalum" ("paspaloj" in greco antico) gli autori classici indicavano una specie di erba di miglio.
Il nome scientifico della sottotribù è stato definito dal botanico germanico August Heinrich Rudolf Grisebach (1814 - 1879) nella pubblicazione "Flora Rossica sive Enumeratio Plantarum in Totius Imperii Rossici Provinciis Europaeis, Asiaticis, et Americanis Hucusque Observatarum. Stuttgartiae" (Fl. Ross. 4: 466. Jun 1853) del 1853.

## Descrizione

### Portamento
Il portamento delle specie di questo gruppo in genere è cespitoso, rizomatoso o stolonifero (gli stoloni sono striscianti) con cicli biologici annuali o perenni. I culmi possono essere ramificati. I nodi inferiori possono essere radicanti.

### Foglie

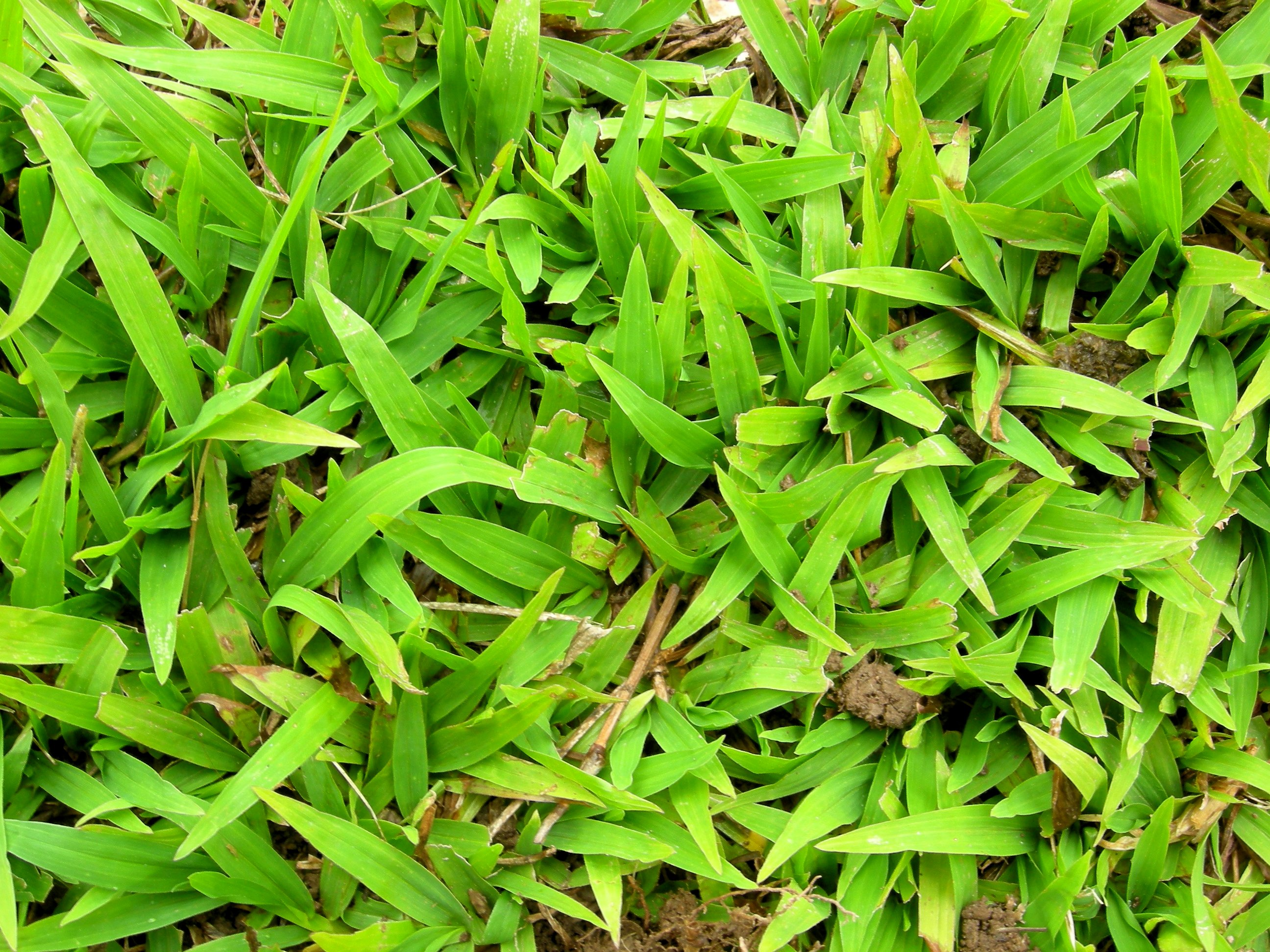
Le foglie
Axonopus compressus

Le foglie lungo il culmo sono disposte in modo alterno, sono distiche e si originano dai vari nodi. Sono composte da una guaina, una ligula e una lamina. Le venature sono parallelinervie. Possono essere presenti dei pseudopiccioli e delle auricole.
- Guaina: la guaina è abbracciante il fusto.
- Ligula: le ligule sono membranosa; la membrana è sfrangiata oppure termina con una frangia di peli.
- Lamina: la lamina ha delle forme generalmente da lineari (o filiformi) a lanceolate (largamente lanceolate in Aakia tuerckheimii) e piatte. A volte le lamine si disarticolano dalla guaina. In Echinolaena la forma è cordata.

### Fiori

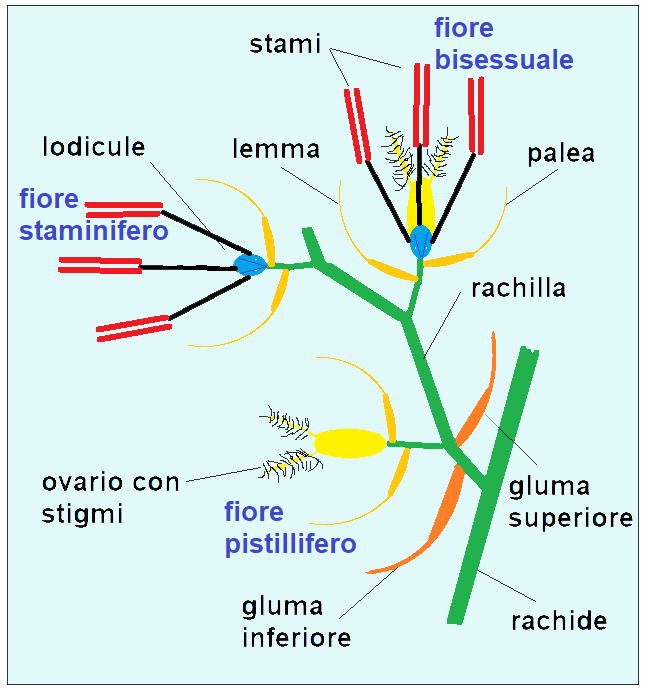
Spighetta generica con tre fiori diversi

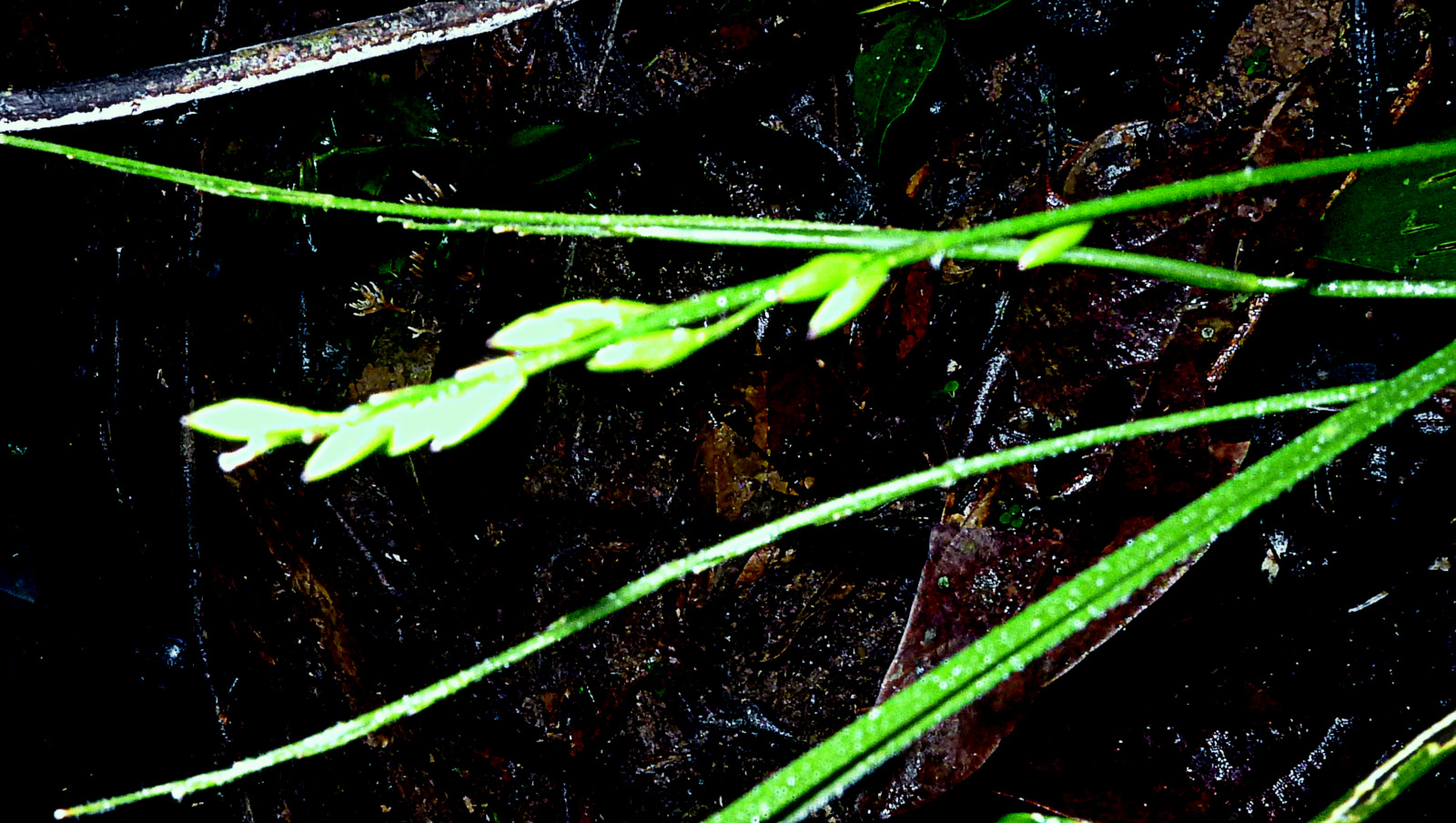
Infiorescenza
Ichnanthus nemoralis

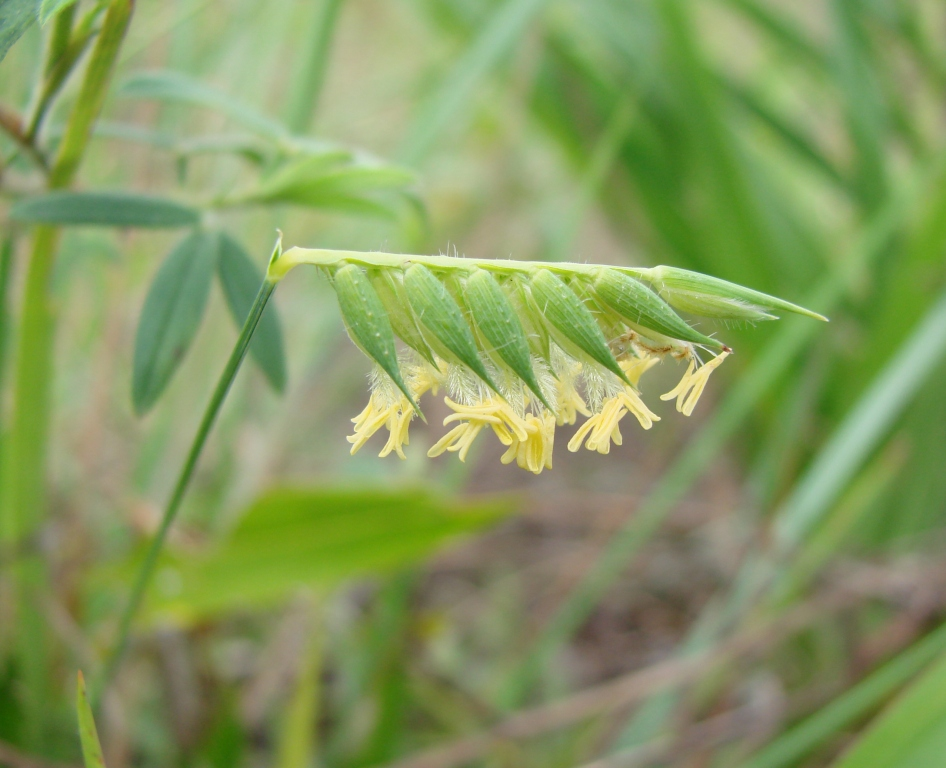
I fiori
Echinolaena inflexa

- Infiorescenza principale (sinfiorescenza o semplicemente spiga): le infiorescenze, ascellari e terminali, in genere non sono ramificate (o con rami primari non ramificati, o rami primari ramificati formanti rami di ordine superiore) e sono formate da alcune spighette, singole o a coppie (o anche a tre), portate unilateralmente sui rami ed hanno la forma di una pannocchia. In alcuni casi le infiorescenze sono sparse su un asse allungato, appiattito o a volte alato (il rachide); in altre si presentano digitate.
- Infiorescenza secondaria (o spighetta): le spighette, con forme orbicolari o da rotonde a ovate o ellittiche, compresse lateralmente o dorsiventralmente, sottese da due brattee distiche e strettamente sovrapposte chiamate glume (inferiore e superiore), sono formate da uno o più fiori. Possono essere presenti dei fiori sterili; in questo caso sono in posizione distale rispetto a quelli fertili. Alla base di ogni fiore sono presenti due brattee: la palea e il lemma. La disarticolazione avviene con la rottura della rachilla sopra o sotto le glume. In Aakia i fiori inferiori sono sterili e privi di palea. In alcune specie le spighette sono densamente pubescenti. I lemmi inferiori e le glume superiori alla base, e lungo le venature, sono provvisti di tricomi papillosi (a volte anche spinosi).

- Glume: le glume sono membranose eventualmente con bordi ialini, con o senza barbe (eventualmente dei peli radi sulla gluma superiore); a volte mancano quelle inferiori (o sono minute e senza venature). Le venature nelle glume normali sono da 3 a 7. Possono essere presenti delle chiglie.
- Palea: la palea, eventualmente carenata (o bicarenata), è membranosa o coriacea con o senza barbe. Le palee inferiori a volte sono assenti.
- Lemma: il lemma, con apici ottusi, è membranoso eventualmente con bordi ialini o precisi o arricciati sulla palea, con o senza barbe (eventualmente dei peli radi sul lemma inferiore); a volte è lungo come la spighetta.

I fiori fertili sono attinomorfi formati da 3 verticilli: perianzio ridotto, androceo  e gineceo.
- Formula fiorale:

*, P 2, A (1-)3(-6), G (2–3) supero, cariosside.
- Il perianzio è ridotto e formato da due lodicule, delle squame traslucide, poco visibili (forse relitto di un verticillo di 3 sepali). Le lodicule hanno una consistenza membranosa o carnosa; in alcuni casi possono essere assenti..

- L'androceo è composto da 2 o 3 stami ognuno con un breve filamento libero, una antera sagittata e due teche. Le antere sono basifisse con deiscenza laterale. Il polline è monoporato.

- Il gineceo è composto da 3-(2) carpelli connati formanti un ovario supero. L'ovario, glabro, ha un solo loculo con un solo ovulo subapicale (o quasi basale). L'ovulo è anfitropo e semianatropo e tenuinucellato o crassinucellato. Lo stilo, breve, è unico con due stigmi in genere piumosi.

### Frutti
I frutti sono del tipo cariosside, ossia sono dei piccoli chicchi indeiscenti, con forme ovoidali o oblunghe o orbicolari, nei quali il pericarpo è formato da una sottile parete che circonda il singolo seme. In particolare il pericarpo è fuso al seme ed è aderente. L'endocarpo non è indurito e l'ilo è puntiforme o ellittico o lineare. L'embrione è provvisto quasi sempre di epiblasto ha un solo cotiledone (allungato) altamente modificato (scutello con fessura) in posizione laterale. I margini embrionali della foglia si sovrappongono.

## Biologia
Come gran parte delle Poaceae, le specie di questo genere si riproducono per impollinazione anemogama. Gli stigmi più o meno piumosi sono una caratteristica importante per catturare meglio il polline aereo. La dispersione dei semi avviene inizialmente a opera del vento (dispersione anemocora) e una volta giunti a terra grazie all'azione di insetti come le formiche (mirmecoria).

## Distribuzione e habitat
La distribuzione delle specie di questa sottotribù è cosmopolita soprattutto delle aree tropicali.
| Genere           | Via fotosintetica | Numero cromosomico   | Distribuzione                                                              |
| ---------------- | ----------------- | -------------------- | -------------------------------------------------------------------------- |
| Aakia            | tipo C4           |                      | Una specie: Aakia tuerckheimii (Hack.) J.R.Grande - America centrale       |
| Acostia          | tipo C4           |                      | Una specie: Acostia gracilis Swallen - Ecuador                             |
| Anthaenantia     | tipo C4           | 2n = 40              | America centrale e meridionale                                             |
| Anthaenantiopsis | tipo C4           | 2n = 20 e 40         | America meridionale                                                        |
| Axonopus         | tipo C4           | 2n = 20, 40, 60 e 80 | America centrale e temperata e Africa tropicale                            |
| Baptorhachis     | tipo C4           |                      | Una specie: Baptorhachis foliacea Clayton) Clayton - Mozambico             |
| Echinolaena      | tipo C3           | 2n = 60              | America centrale e tropicale                                               |
| Gerritea         | tipo C3           |                      | Una specie: Gerritea pseudopetiolata Zuloaga, Morrone & Killeen - Bolivia  |
| Hopia            | tipo C4           | 2n = 20 e 40         | Una specie: Hopia obtusa (Kunth) Zuloaga & Morrone - USA meridionali       |
| Ichnanthus       | tipo C3           | 2n = 18, 20, 40 e 54 | Zone tropicali                                                             |
| Ocellochloa      | tipo C3           | 2n = 20              | Dal Messico all'Argentina                                                  |
| Oedochloa        | tipo C3           |                      | Dal Messico all'America meridionale                                        |
| Osvaldoa         | tipo C4           | 2n = 20              | Una specie:Osvaldoa valida (Mez) J.R.Grande - Argentina, Brasile e Uruguay |
| Paspalum         | tipo C4           | x = 10               | Regioni tropicali in tutto il mondo.                                       |
| Renvoizea        | tipo C3           |                      | Brasile                                                                    |
| Spheneria        |                   |                      | Brasile, Guyana, Suriname                                                  |
| Streptostachys   | tipo C3           |                      | America meridionale                                                        |

## Tassonomia
La famiglia delle Poacee comprende circa 800 generi e oltre 9.000 specie. È una delle famiglie più numerose e più importanti del gruppo delle monocotiledoni. La famiglia è suddivisa in 12 sottofamiglie, la sottotribù Paspalinae fa parte della sottofamiglia Panicoideae.

### Generi
La tribù comprende 17 generi e oltre 500 specie:
- Aakia J.R.Grande
- Acostia Swallen
- Anthenantia P.Beauv.
- Anthaenantiopsis Mez ex Pilg.
- Axonopus P.Beauv.
- Baptorhachis Clayton & Renvoize
- Echinolaena Desv.
- Gerritea Zuloaga, Morrone & Killeen
- Hopia Zuloaga & Morrone
- Ichnanthus P.Beauv.
- Ocellochloa Zuloaga & Morrone
- Oedochloa C.Silva & R.P.Oliveira
- Osvaldoa J.R.Grande
- Paspalum L.
- Renvoizea Zuloaga & Morrone
- Spheneria Kuhlm.
- Streptostachys Desv.

### Generi della flora italiana
Nella flora spontanea italiana sono presenti le seguenti specie della sottotribù Paspalinae:
- Paspalum: quattro specie tutte considerate "esotiche naturalizzate".

### Filogenesi
All'interno della famiglia Poaceae la sottofamiglia Panicoideae appartiene al clade "PACMAD" (formato dalle sottofamiglie Aristidoideae, Arundinoideae, Micrairoideae, Danthonioideae, Chloridoideae e Panicoideae). Questo clade con il clade BEP (formato dalle sottofamiglie Ehrhartoideae, Bambusoideae e Pooideae) forma un "gruppo fratello" (il clade BEP a volte è chiamato clade "BOP" in quanto la sottofamiglia Ehrhartoideae a volte è chiamata Oryzoideae). La sottofamiglia di questa voce, nell'ambito del clade "PACMAD", a parte la sottofamiglia Aristidoideae in posizione "basale", forma un "gruppo fratello" con il resto delle sottofamiglie del clade.
Il clade "PACMAD" è un gruppo fortemente supportato fin dalle prime analisi filogenetiche di tipo molecolare. Questo gruppo non ha evidenti sinapomorfie morfologiche con l'unica eccezione dell'internodo mesocotiledone allungato dell'embrione. Questo clade inoltre è caratterizzato, nella maggior parte delle piante, dal ciclo fotosintetico di tipo C4 (ma anche a volte tipo C3 in quanto ancestralmente era C3).
La sottotribù Paspalinae fa parte dell'ultimo gruppo che si è differenziata nell'ambito della sottofamiglia e fa parte della supertribù "Andropogonodae" L. Liu, 1980 e all'interno di quest'ultima della tribù Paspaleae J. Presl, 1830 All'interno della tribù e in questo ambito occupa, da un punto di vista filogenetico, una posizione "basale" e insieme alle sottotribù Otachyriinae e Arthropogoninae forma un "gruppo fratello". La maggior parte dei membri di questa sottotribù hanno infiorescenze unilaterali.
Sulla base di analisi molecolari il gruppo dei generi di questa sottotribù formano un clade moderatamente supportato, ma non presenta delle sinapomorfie comuni a tutte le specie della sottotribù. La specie Aakia tuerckheimii, che evidenze morfologiche e molecolari la collocano saldamente in Paspaleae, in precedenza era descritta all'interno del genere Panicum sest. Tuerckheimiana (Hitchc.) Zuloaga, Lizarazu et al., 2014. I due generi Acostia e Axonopus formano un "gruppo fratello" e un clade che in base ai dati morfologici è caratterizzato dalle glume inferiori assenti o minute, e da quelle superiori lunghe quanto la rispettiva spighetta. I generi Anthaenantiopsis, Aakia e Osvaldoa sono collegati tra di loro e formano un clade con Hopia fortemente supportato come "gruppo fratello" di questo clade. Il genere Ichnanthus potrebbe essere polifiletico. Streptostachys e Axonopus in alcune analisi formano un "gruppo fratello".
Sinapomorfie particolari (relative ad un singolo genere):
- Acostia: le glume inferiori sono assenti o minute.
- Axonopus:  le glume inferiori sono assenti o minute.
- Echinolaena: il callo del fiore superiore è alato.
- Gerritea: le foglie si disarticolano dalle guaine; la palea del fiore superiore è aperta, non racchiusa dal lemma.
- Ocellochloa: l'internodo della rachilla sotto il fiore superiore è allungato.
- Streptostachys: il lemma superiore e la palea sono ricoperti di micropeli bicellulari e papille su tutte le cellule epidermiche; le cellule del mesofillo hanno delle pareti invaginate, con o senza cellule di tipo fusoide.

Il cladogramma seguente mostra una possibile configurazione filogenetica della sottotribù.
|  | Ichnanthus |
|  |            |
|  | Gerritea   |
|  |            |

|  | Echinolaena |
|  |             |
|  | Ocellochloa |
|  |             |

|  | Streptostachys |
|  |                |
|  | Axonopus       |
|  |                |

|  | Hopia            |
|  |                  |
|  | Anthaenantiopsis |
|  |                  |
|  | Paspalum         |
|  |                  |

|  | Ichnanthus |
|  |            |
|  | Gerritea   |
|  |            |

|  | Echinolaena |
|  |             |
|  | Ocellochloa |
|  |             |

|  | Streptostachys |
|  |                |
|  | Axonopus       |
|  |                |

|  | Hopia            |
|  |                  |
|  | Anthaenantiopsis |
|  |                  |
|  | Paspalum         |
|  |                  |

|  | Ichnanthus |
|  |            |
|  | Gerritea   |
|  |            |

|  | Echinolaena |
|  |             |
|  | Ocellochloa |
|  |             |

|  | Streptostachys |
|  |                |
|  | Axonopus       |
|  |                |

|  | Hopia            |
|  |                  |
|  | Anthaenantiopsis |
|  |                  |
|  | Paspalum         |
|  |                  |

|  | Ichnanthus |
|  |            |
|  | Gerritea   |
|  |            |

|  | Echinolaena |
|  |             |
|  | Ocellochloa |
|  |             |

|  | Streptostachys |
|  |                |
|  | Axonopus       |
|  |                |

|  | Hopia            |
|  |                  |
|  | Anthaenantiopsis |
|  |                  |
|  | Paspalum         |
|  |                  |

### Sinonimi
L'entità di questa voce ha avuto nel tempo diverse nomenclature. L'elenco seguente indica alcuni tra i sinonimi più frequenti:
- Paspalidinae Keng & Keng f, ex S.L. Chen & Y.X. Jin, 1984
- Reimarochloinae Caro, 1982